# Domine Quo Vadis (kyrkobyggnad)
Domine Quo Vadis, även benämnd Santa Maria in Palmis och Santa Maria delle Piante, är en liten kyrka strax utanför Roms stadsmur, nära Via Appia. Det var på denna plats som aposteln Petrus, när han flydde förföljelserna i Rom, enligt traditionen skall ha träffat Jesus. Enligt den apokryfa skriften Petrusakterna (cirka 190 e.Kr.) frågade Petrus Jesus: Domine, quo vadis? (Herre, vart går du?) Jesus svarade: Eo Romam iterum crucifigi (Jag går till Rom för att bli korsfäst ånyo).
Aposteln Petrus närvaro i detta område, där han påstås ha levt, verkar bekräftas i en gravinskrift i Sankt Sebastians katakomber som säger "Domus Petri" (Petrus hus). Ett epigram av påve Damasus I (366–384) för att hedra Petrus och Paulus, lyder: "Du som letar efter namnen på Petrus och Paulus, du måste veta att helgonen har bott här".
Två fotavtryck på en marmorplatta i mitten av kyrkan – en kopia av en relief bevarad i den närbelägna basilikan San Sebastiano fuori le Mura – tros vara det mirakulösa tecken Jesus lämnade efter sig. Kyrkans riktiga namn, vilket är mindre känt, är Santa Maria in Palmis, där palmis hänvisar till sulorna på Jesu fötter. Romersk-katolska kyrkan erkänner legenden, efter att Innocentius III förklarade den sann; hans dekret ingår i Decretali di Gregorio IX, bok IV, tit. 17, kap. Per Venerabilem.
Det fanns en skylt ovanför dörren på fasaden med skriften: "Stanna upp, resenär, och gå in i detta heliga tempel där du finner vår Herre Jesus Kristus fotavtryck när han träffade Sankt Petrus som rymt från fängelset. En elemosina (allmosa) för vax och olja rekommenderas för att frigöra själar från skärselden". Påve Gregorius XVI tyckte den var så olämplig att han beordrade att den skulle tas bort år 1845.
Det har varit ett sanktuarium på platsen sedan 800-talet, men den nuvarande kyrkan är från 1637. Den nuvarande fasaden lades till på 1600-talet. År 1983 beskrev påve Johannes Paulus II kyrkan som "en plats som har särskild betydelse för Roms och Kyrkans historia".